# Joe Laporte
Pour les articles homonymes, voir Laporte.
Joseph "Joe" Laporte,  né le 31 mars 1907 à Montréal et mort le 12 mai 1983 à Québec
est un coureur cycliste canadien. Il est entraîné et conseillé par Louis Quilicot, « le papa des cyclistes », au Québec,. Il participe aux jeux Olympiques d'Été de 1924 et aux jeux Olympiques d'Été de 1928,, puis devient professionnel sur piste où il entretient une rivalité avec Henri Lepage. Il fait quelques essais durant des courses de six jours, engagé par le promoteur William Spencer, il gagne une fois à Montréal, puis en désaccord avec le duo William Spencer-William Peden, refuse de participer à d'autres six jours.
Il est intronisé en 1992 au Temple de la renommée de la Fédération Québécoise des Sports Cyclistes 

## Palmarès

### Championnats nationaux
- Champion du Canada sur route amateur 1924, 1925, 1926, 1927 et 1928

### Six jours
- 1930
  - Six jours de Montréal (avec Piet van Kempen)